# Arthur Peel
Arthur Wellesley Peel, 1. vikomt Peel (Arthur Wellesley Peel, 1st Viscount Peel) (3. srpna 1829 – 24. října 1912) byl britský státník, nejmladší syn premiéra Roberta Peela, byl britský státník, nejmladší syn premiéra Roberta Peela. Patřil k liberálům a zastával nižší vládní úřady, v letech 1884–1895 byl předsedou Dolní sněmovny. V roce 1895 povýšen na vikomta a povolán do Sněmovny lordů. Jeho syn William byl politikem a v roce 1929 získal titul hraběte.

## Kariéra
Pocházel z bohaté podnikatelské rodiny, byl nejmladším synem premiéra Roberta Peela, pojmenován byl po vévodu Wellingtonovi (Robert Peel byl tehdy ministrem vnitra ve Wellingtonově vládě). Studoval v Etonu a Oxfordu, v letech 1865–1895 byl členem Dolní sněmovny za stranu liberálů. Do vlády vstoupil jako státní podsekretář chudinského úřadu (1868–1871), poté byl státním podtajemníkem úřadu pro obchod (1871–1873) a viceprezidentem úřadu pro obchod (1873), krátce byl též státním podtajemníkem na ministerstvu financí (1873–1874). V letech 1874–1880 byl v opozici, v Gladstonově vládě byl státním podsekretářem vnitra (1880–1881).
V letech 1884–1895 byl předsedou Dolní sněmovny, v této funkci vynikl jako nezaujatý politik schopný kombinovat požadavky moderní politiky s tradičními parlamentními normami, jejichž byl vynikajicím znalcem. V roce 1895 byl povýšen na vikomta a vstoupil do Sněmovny lordů. Kromě toho zastával řadu dalších čestných funkcí, byl kurátorem Britského muzea a Národní portrétní galerie, mimo jiné byl smírčím soudcem a zástupcem místodržitele v hrabstvích Warwick a Bedford.

## Rodina
S manželkou Adelaide Dugdale (1839–1890), dcerou poslance Williama Dugdale, měl tři syny, nejstarší William (1867–1937) zastával několik ministerských funkcí a dosáhl povýšení do hraběcího stavu, prostřední George (1869–1956) zasedal krátce v Dolní sněmovně a působil na ministerstvu financí, nejmladší Sidney (1870–1938) se uplatnil jako bankéř a získal titul baroneta.
Arthurův nejstarší bratr Sir Robert Peel (1822–1895) byl ministrem pro Irsko a dědicem titulu baroneta, další bratr Sir Frederick Peel (1823–1906) zastával několik nižších úřadů ve vládní administrativě a v roce 1869 byl povýšen do šlechtického stavu.